# Frank McNab
Pour les articles homonymes, voir McNab.
Frank McNab était un membre de la bande des Régulateurs qui ont combattu au nom de John Tunstall au cours de la guerre du comté de Lincoln.

## Biographie

### Personnalité
D'origine écossaise, Frank McNab travaillait d'abord pour Hunter, Evans, & Company, qui était gérée par John Chisum, un éleveur du Nouveau-Mexique. Son job était de traquer les voleurs de bétail. Par la suite, McNab travailla pour John Tunstall, un autre éleveur du Nouveau Mexique.

### La guerre du comté de Lincoln
Ce fut le meurtre de John Tunstall qui déclencha la guerre du Comté de Lincoln. Cette guerre opposa différentes factions (les régulateurs, les Seven Rivers Warriors, la bande de Jessie Evans, ... ) qui s'affrontèrent durant plusieurs mois. Frank McNab était un des leaders des régulateurs, second après Richard Brewer. Les Régulateurs comptaient une vingtaine de membres dont le célèbre Billy le Kid. Les Régulateurs désirent venger la mort de leur patron, John Tunstall. Ils capturent alors Frank Baker et William Morton, deux suspects dans le meurtre de Tunstall. Ils seront assassinés à Steel Springs en mars. Le 1er avril 1878, le shérif William Brady (protecteur du clan Dolan-Murphy) et son adjoint George Hindman sont victimes d'une embuscade tendue par les Régulateurs. McNab fut l'un des tireurs qui tuèrent le shérif William Brady et son adjoint. Frank McNab fut impliqué dans plusieurs autres règlement de comptes.

### Sa mort
Le 29 avril 1878, Frank McNab et d'autres régulateurs faisaient route vers le ranch de Frank Coe quand ils furent pris dans une embuscade par les Seven Rivers Warriors et des membres du gang de Jessie Evans. Frank McNab fut finalement abattu par un certain Manuel Segovia. Sa mort fut vengée quelques semaines plus tard par les Régulateurs (Billy le Kid et Chavez y Chavez).